# Seznam osebnosti iz Mestne občine Velenje
Seznam osebnosti iz občine Velenje vključuje osebe, ki so se tu rodile, delovale ali umrle.

## Religija
- Tomaž Lempl, teolog in duhovnik (1836, Velenje – 1908, Šentandraž v Labotski dolini, Avstrija)

## Politika
- Vinko Ježovnik, politik (1856, Velenje – 1910, Velenje)
- Josip Hohnjec, politik, prosvetni organizator in duhovnik (1873, Bistrica ob Sotli – 1964, Velenje)
- Karel Verstovšek, politik (1871, Velenje – 1923, Maribor)
- Franc Avberšek, politik in gospodarstvenik (1947, Velenje)
- Fran Korun, politik (1868, Velenje – 1935, Celje)

## Književnost in šolstvo
- Gustav Šilih, pedagog in pisatelj (1893, Velenje – 1961, Maribor)
- Marija Stanislava Voh, šolnica, šolska sestra in redovnica (1859, Arnače – 1928, Maribor)
- Anton Jelen, drevesničar, pisatelj, publicist (1907, Arnače – 1992, Arnače))

## Estrada
- Jana Čede, televizijska napovedovalka, moderatorka, prevajalka in manekenka (1937, Velenje – 2005, Ljubljana)

## Humanistika
- Milan Ževart, zgodovinar (1927, Podkraj pri Velenju – 2006, Slovenj Gradec)

## Osebnosti od drugod
- Dušan Sernec, politik in elektrotehnik (1882, Maribor – 1952, Ljubljana)
- Jožeg Šuc, duhovnik, politik in publicist (1837, Ponikva – 1900, Šmartno pri Slovenj Gradcu)
- Ermin Teply, montanist (1902, Velika Loka – 1991, Zagreb, Hrvaška)
- Jože Tisnikar, slikar (1928, Mislinja – 1998, Slovenj Gradec)
- Žaro Tušar, filmski snemalec (1928, Ljubljana – 2017)
- Tone Tomšič, politični delavec (1910, Trst – 1942, Ljubljana)
- Rudi Vavpotič, filmski snemalec (1919, Maribor – 2003, Ljubljana)
- Ivan Vavpotič, slikar, ilustrator in scenograf (1877, Kamnik – 1943, Ljubljana)
- Ciril Velepič, restavrator in zgodovinar (1908, Ljubljana – 1992, Ljubljana)
- Ferdo Vesel, slikar (1861, Ljubljana – 1946, Ljubljana)
- Janez Vidic, slikar (1923, Ljubljana – 1996, Maribor)
- Florijan Vodopivec, montanist in geodet (1934, Ljubljana)
- Rajko Vrečer, zgodovinar in glasbenik (1875, Teharje – 1962, Žalec)
- Tone Wagner, agronom (1931, Ljubljana)
- Karel Zelenko, grafik, slikar, ilustrator in oblikovalec (1925, Celje)
- Marija Brenčič Jelen, pesnica, publicistka, vrtnarka (1919, Podlipa pri Vrhniki – 2000, Arnače))
- Vlasta Zorko, kiparka (1934, Maribor)
- Ivan Klavdij Zornik, slikar (1910, Koper – 2009, Ljubljana)
- Ljubo Žlebnik, geolog (1929, Pesnica pri Mariboru)
- Joco Žnidaršič, fotograf in fotoreporter (1938, Šoštanj)
- Rudi Ahčan, montanist (1918, Zagorje ob Savi – 2008, Dobletina)
- Janko Ban, glasbenik, glasbeni organizator, dirigent, zborovodja in publicist (1944, Trst)
- Ivan Demetrih Cej, kostumograf, scenograf in slikar (1921, Beograd, Srbija – 2012, Italija)
- Uroš Bajželj, montanist in visokošolski učitelj (1931, Ljubljana)
- Janez Basle, gospodarstvenik (1940, Maribor – 2015, Slovenj Gradec)
- Aci Bertoncelj, koncertni pianist (1939, Ljubljana – 2002, Domžale)
- Franc Usar, trener in tekmovalec v judu (1942, Mozirje)
- Franjo Bobinac, športni funkcionar in gospodarstvenik (1958, Celje)
- Aleksander Brezigar, geolog (1951, Celje)
- Darko Cingesar, rokometaš (1990, Ljubljana)
- Jolanda Čeplak, atletinja (1976, Celje)
- Peter Peer, računalničar in univerzitetni profesor (1975, Slovenj Gradec)